# House (sistema operativo)
House (acronimo di Haskell User's Operating System and Environment) è un sistema operativo sperimentale, scritto in Haskell. È stato programmato per esplorare programmazione di sistema in un linguaggio di programmazione funzionale.
Include un'interfaccia grafica utente e alcuni programmi di dimostrazione, e la sua pila protocollare di rete fornisce supporto base per l'Ethernet, IPv4, ARP, DHCP, ICMP, UDP, TFTP, e TCP. Ha una shell, che fornisce alcune istruzioni, incluse istruzioni analoghe a  quelle della shell Unix: date, lspci, mem, net, ping, tftp, telnet.